# Gaetano Donizetti
Gaetano Domenico Maria Donizetti (Bergamo, 29 novembre 1797 – Bergamo, 8 aprile 1848) è stato un compositore italiano, tra i più celebri operisti dell'Ottocento.

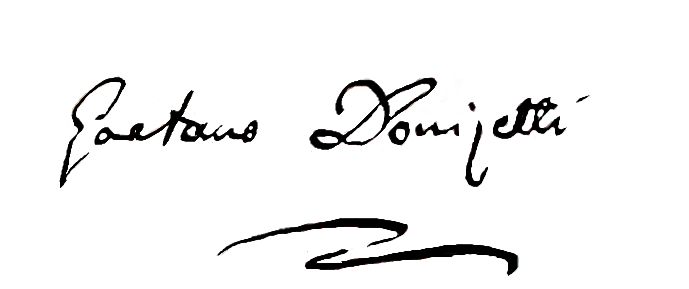
Firma di Donizetti

Annoverato tra i compositori più prolifici della storia, le opere liriche di  Gaetano Donizetti, per le quali e' tuttora molto amato sia dal pubblico che dagli esecutori e dagli studiosi, sono settantuno: dalla prima, Il Pigmalione, all'ultima, che a seconda dei casi, se consideriamo la data di inizio della composizione, oppure l'ultimazione della stessa, sono rispettivamente Dom Sebastien de Portugal, oppure Caterina Cornaro. 
A queste vanno sommate quelle incompiute, rimaneggiate, a lui attribuite, e quelle che si accingeva a scrivere per le quali ebbe serie trattative.
La numerazione esatta diventa complicata da definire, in quanto molte di esse sono state riviste in lingua francese  oppure hanno subito modifiche a seconda del teatro e dei cantanti a disposizione.
Un esempio eclatante di questo procedimento donizettiano é l'opera Lucrezia Borgia, che racchiude in sé una sottofamiglia di ben otto opere rappresentate con titoli diversi e protagonisti diversi a seconda dei teatri dove veniva proposta:  Alfonso di Ferrara, Eustorgia da Romano, Giovanna I di Napoli, La Rinnegata, Elisa da Fosco, Nizza di Granata, Dalinda.
Altrettanto copiosa è la produzione di musica sacra e da camera, oratori, cantate, inni, musica strumentale orchestrale, quartetti, quintetti,  musica per pianoforte a due e quattro mani, melodie a una voce, a due , tre o più voci, e miscellanee di pezzi inediti.
Le opere di Donizetti oggi più sovente rappresentate nei teatri di tutto il mondo sono L'elisir d'amore, Lucia di Lammermoor e Don Pasquale. Con frequenza sono allestite anche La Fille du régiment, La favorite, Anna Bolena, Maria Stuarda, Roberto Devereux e Lucrezia Borgia.

## Biografia
Nato a Bergamo il 29 novembre 1797 da una famiglia di umile condizione e molto povera, quinto di sei figli (padre guardiano al Monte dei Pegni, Andrea Donizetti, e madre tessitrice, Domenica Nava) – così come il fratello Giuseppe, anch'egli futuro compositore, fu ammesso a frequentare (1804-1815) le "lezioni caritatevoli" di musica tenute da Giovanni Simone (Johann Simon) Mayr, Francesco Salari e Antonio Gonzales, nella scuola caritatevole di musica – dalla quale deriva l'attuale Istituto Superiore di Studi Musicali "Gaetano Donizetti" (il conservatorio di Bergamo). Dimostrò ben presto un talento notevole, riuscendo a rimediare alla modesta qualità della voce (era necessario svolgere egregiamente il servizio di cantore per potere proseguire i corsi gratuiti) con i progressi nello studio della musica. Conobbe Vincenzo Bellini e ne scrisse alla morte la messa da requiem, che venne eseguita per la prima volta solo nel 1870 nella basilica di Santa Maria Maggiore.

### Esordi e trasferimento a Napoli
Fu proprio Mayr ad aprire all'allievo prediletto le possibilità di successo, curandone prima la formazione e affidandolo poi alle cure di Stanislao Mattei. A Bologna, dove proseguì gli studi musicali, Donizetti scrisse la sua prima opera teatrale, Il Pigmalione, che sarà rappresentata postuma, e interessanti composizioni strumentali e sacre. Qui, fra gli altri amici, ebbe modo di legarsi al musicista e patriota Piero Maroncelli, forlivese.

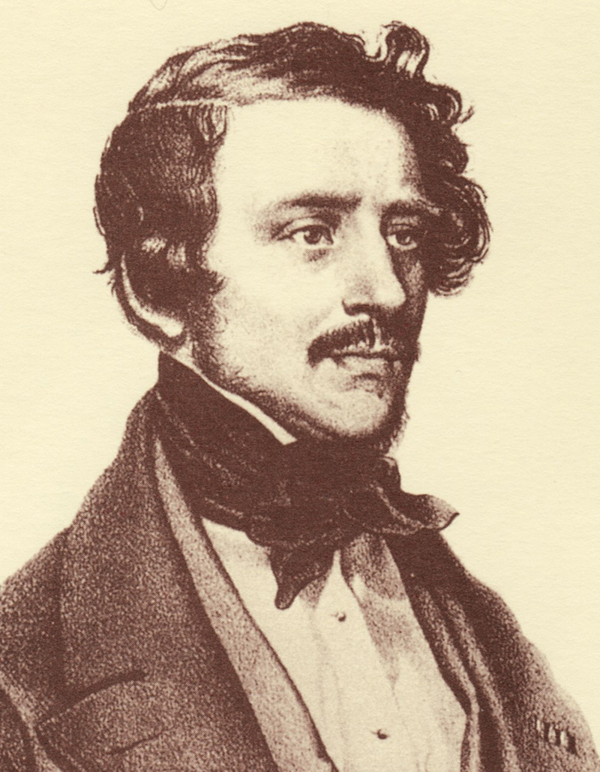
Gaetano Donizetti nel 1830

Ancora il maestro Mayr, insieme all'amico Bartolomeo Merelli, gli procurò la prima scrittura per un'opera al Teatro San Luca di Venezia, l'Enrico di Borgogna, che andò in scena il 14 novembre 1818.
Conclusa l'esperienza veneziana il compositore fu a Roma, presso l'impresario Paterni, come sostituto di Mayr. Sul libretto poco felice del Merelli (Donizetti lo avrebbe definito "una gran cagnara"), scrisse la Zoraida di Granata, che sarebbe comunque stata riveduta due anni dopo, con l'aiuto di Ferretti. Al termine dell'opera si recò a Napoli per sovrintendere all'esecuzione dell'Atalia di Mayr, oratorio diretto da Gioachino Rossini.
In seguito alla fuga del direttore con Isabella Colbran l'impresario Barbaja assunse Donizetti, che esordì il 12 maggio del 1822 con La zingara, opera semiseria su libretto del Tottola. In sala era presente Vincenzo Bellini, che rimase ammirato dalla scrittura contrappuntistica del settimino, ma che in seguito non ricambiò la stima profonda che Donizetti aveva per lui.
Questo periodo fu caratterizzato dalle numerose farse. La lettera anonima, andata in scena nel giugno del 1822 al Teatro del Fondo, attirò l'attenzione della critica, che apprezzò la padronanza con cui Donizetti aveva affrontato il genere buffo napoletano.
Il contratto con Barbaja lo impegnò per quattro opere l'anno. Subito dopo la rappresentazione dell'Alfredo il Grande, egli mise mano al Fortunato inganno, satira teatrale ispirata ai precedenti di Benedetto Marcello (Il teatro alla moda, 1720) e di Carlo Goldoni (Il teatro comico, 1750), che fu per Donizetti un esercizio preparatorio per Le convenienze ed inconvenienze teatrali, del 1827, in parte già accennato anche nel personaggio di Flagiolet della Lettera anonima.
Anche se per molti anni la musicologia ha attribuito allo stesso Donizetti il libretto de Le convenienze, si avvalse in realtà della penna di Domenico Gilardoni, poeta dei teatri reali di Napoli e suo storico collaboratore durante gli anni partenopei, come evidenziano Roger Parker e Anders Wiklund nell’edizione critica dell’opera. 
Negli stessi anni dovette preoccuparsi del mantenimento della moglie Virginia Vasselli, sposata nel 1828, ed ebbe il dolore della perdita del figlio primogenito. La produzione fu talvolta un po' convenzionale.

### Anni trenta e primi capolavori

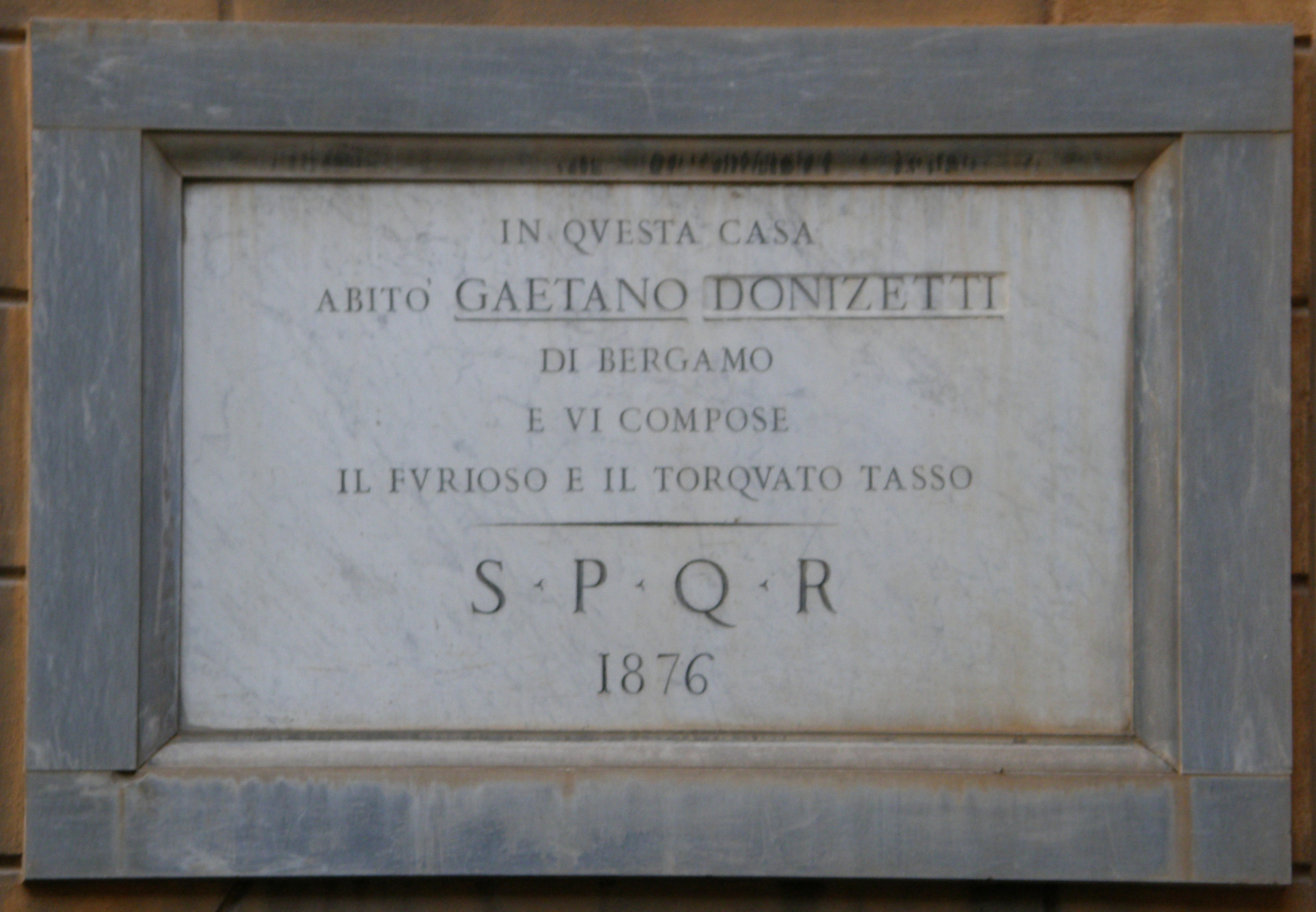
Targa commemorativa di Donizetti a Roma

Fu nel 1830, con l'Anna Bolena, scritta in soli trenta giorni per il Teatro Carcano di Milano, che Donizetti ebbe il primo grande successo internazionale, mostrando una piena maturità artistica. Particolare curioso: dopo il successo dell'Anna Bolena Mayr gli si rivolse chiamandolo "maestro". Il rapporto di affetto e stima tra i due compositori rimase saldo fino alla morte.
Di qui in poi la vita professionale di Donizetti proseguì a gonfie vele, anche se non mancarono i fiaschi, intrecciati a vicende familiari che non gli risparmiarono nessun dolore, spesso proprio nei momenti di maggior gloria e successo.
Il 31 luglio 1830 vi fu la prima assoluta della cantata Il ritorno desiderato, per il testo di Domenico Gilardoni con Luigia Boccabadati, Antonio Tamburini e Luigi Lablache al Teatro di San Carlo di Napoli.
Nel 1832, dopo l'insuccesso dell'Ugo, Conte di Parigi, il pubblico milanese del Teatro della Cannobiana (l'odierno Teatro Lirico) applaudì L'elisir d'amore, su libretto di Felice Romani, da una commedia di Eugène Scribe. L'anno successivo, sempre a Milano, fu presentata con successo la Lucrezia Borgia, per la quale il Donizetti previde una nuova disposizione dell'orchestra, quella a cui si ricorre ancor oggi, con gli archi disposti a semicerchio davanti al podio. È invece del 1834 l'opera Rosmonda d'Inghilterra su libretto di Felice Romani, rappresentata per la prima volta a Firenze il 27 febbraio di quell'anno.
Ricevette poi da Gioacchino Rossini l'invito a scrivere un'opera per il Théâtre de la comédie italienne di Parigi: nacque così il Marin Faliero, su libretto del Bidera (da Byron), risistemato da Ruffini, che andò in scena il 12 marzo 1835, ma senza successo.
Erano passati due mesi dalla rappresentazione di I puritani di Vincenzo Bellini, quando la "prima" della Lucia di Lammermoor ripropose la competizione milanese del 1832 fra la Fausta e la Norma. La stima fra Bellini e Donizetti non fu affatto reciproca: il primo non risparmiò critiche feroci al secondo, che invece ammirò sempre la musica del catanese (Bellini morì in quell'anno e Donizetti scrisse per lui una Messa di Requiem).
Al Teatro di San Carlo di Napoli, di cui fu direttore artistico dal 1822 al 1838, Donizetti presentò ben diciassette opere in prima esecuzione, fra cui il suo capolavoro, la Lucia di Lammermoor. La prima della Lucia, su versi di Salvadore Cammarano, fu un trionfo. Il capolavoro di Donizetti non fa eccezione: anch'esso fu scritto in tempi ristrettissimi (trentasei giorni). L'anno seguente il Belisario fu applaudito alla Fenice, ma l'anno fu funestato dalla morte del padre, della madre e della seconda figlia. Due anni dopo sarebbero mancate anche la terza figlia e la moglie, che morì di colera il 30 luglio 1837.

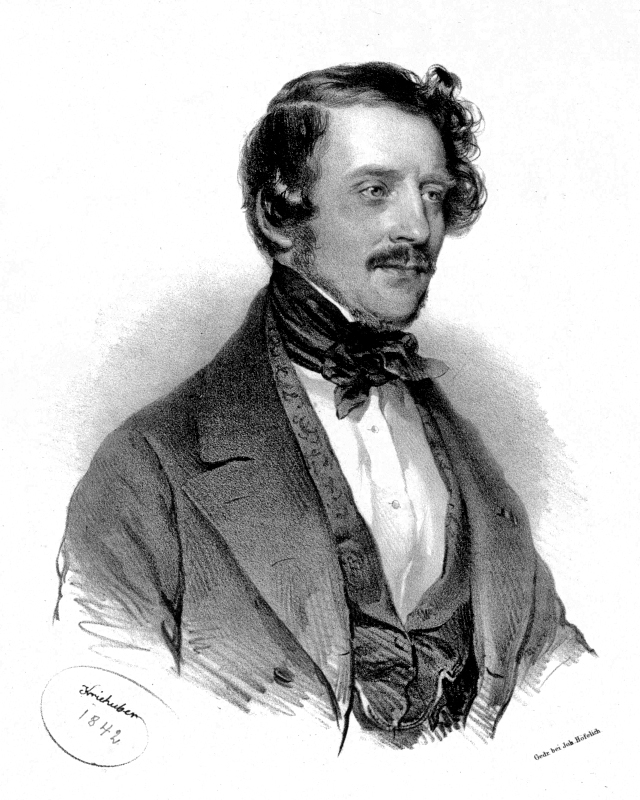
Donizetti in una litografia di Joseph Kriehuber, 1842

La sua tristezza traspare chiaramente dalle lettere inviate al cognato e intimo amico Antonio "Toto" Vasselli. Solo una settimana dopo la morte della moglie Donizetti scrive a Toto:
Furono momenti di sconforto totale («Senza padre, senza madre, senza moglie, senza figli [...] per chi lavoro dunque? ... Tutto, tutto ho perduto»), ma Donizetti non smise mai di lavorare, componendo in questi anni sia opere buffe sia drammi romantici, come il Roberto Devereux e la Maria de Rudenz.

### Tarda maturità
Presto Donizetti decise di lasciare Napoli: i problemi con la censura per il Poliuto (che alla fine non andò in scena, e fu rappresentato solo dopo la morte del compositore) e la mancata nomina a direttore del conservatorio (di cui era direttore effettivo) sicuramente lo confermarono nei suoi propositi; nell'ottobre del 1838 egli era già a Parigi. Qui era ad accoglierlo l'amico Michele Accursi, spia pontificia, che aveva anche lavorato per favorirne la venuta.
In quegli anni le sue opere furono rappresentate ovunque, sia in traduzione sia in lingua originale, presso il Théâtre des Italiens. Scrisse La figlia del reggimento, che esordì all'Opéra-comique nel febbraio del 1840, e preparò una versione francese del Poliuto intitolata Les martyrs.
L'ambiente parigino, dove si era temporaneamente trasferito, fu certo foriero di successi e di entusiasmi, ma non scevro di difficoltà e frizioni, soprattutto con l'apparato teatrale e operistico del luogo. All'amico Tommaso Persico scriveva così, nel periodo in cui metteva in scena Les martyrs:
L'anno seguente scrisse La favorita, riciclando pagine di un'opera mai conclusa: L'ange du Nisida. Ricevette anche l'importante nomina a cavaliere dell'Ordine di san Silvestro dal papa Gregorio XVI. Ma fu l'invito di Rossini a dirigere l'esecuzione dello Stabat Mater a Bologna l'avvenimento più significativo. Quindi, grazie a una raccomandazione per Metternich vergata da Rossini stesso, Donizetti partì alla volta di Vienna, dove il 19 maggio presentò la Linda di Chamounix.
Si era ormai giunti al 1843, anno di composizione del Don Pasquale. Il libretto, preparato da Giovanni Ruffini sulla base del Ser Marcantonio di Anelli fu pesantemente rimaneggiato da Donizetti, al punto che l'autore ritirò la firma: l'opera fu per lungo tempo attribuita a Michele Accursio. La firma "M.A." sta invece per "maestro anonimo". Intanto Donizetti si occupò della rappresentazione francese della Linda di Chamounix e terminò la Maria di Rohan: furono gli ultimi momenti di grande fervore creativo, poi la malattia ebbe il sopravvento.
Al Teatro Nuovo il 5 ottobre 1843 avvenne la prima assoluta del lied Addio brunetta, son già lontano, il 28 dicembre della romanza Malvina la bella, il 22 febbraio 1844 della barcarola Sovra il remo sta curvato, il 4 aprile della romanza Se a te d'intorno scherza e il 2 maggio della canzonetta Chi non mi disse un dì.
Dalla penna del maestro uscirono ancora il Dom Sebastien, che riscosse grande successo a Parigi, e la Caterina Cornaro, che invece fu fischiata, con gran delusione di Donizetti, a Napoli.
Gli ultimi trionfi del 1845 si accompagnarono al totale tracollo fisico del compositore che, ormai pazzo a causa della sifilide, aveva lo sguardo spento, un carattere chiuso e diffidente, segnato da manie di persecuzione (già evidente peraltro nella lettera del 27 giugno 1838 indirizzata a Pietro Raimondi). L'infezione, dovuta alla sifilide, costrinse Donizetti alla vita vegetativa nel manicomio d'Ivry-sur-Seine, dove fu rinchiuso con l'inganno dal nipote, il quale gli fece credere che il manicomio fosse un albergo e un soggiorno momentaneo. Uscì solo qualche mese prima della morte, grazie all'impegno degli amici che lo riportarono a Bergamo, nel palazzo Basoni Scotti, dove morì nel 1848; la sua tomba si trova nella basilica di Santa Maria Maggiore a Bergamo.

### Morte
Gaetano Donizetti morì a Bergamo l'8 aprile 1848. Venne effettuata l'autopsia l'11 aprile, che appurò la causa della morte nella sifilide meningovascolare, le cui lesioni cerebrali erano sicuramente il motivo delle sue forti emicranie.
Venne dapprima sepolto nel cimitero di Valtesse, nella Bergamo bassa, tumulato nella cripta della nobile famiglia Pezzoli. Nel 1875 la salma fu esumata e venne effettuata un'ulteriore autopsia, durante la quale non venne però rinvenuto il cranio del musicista. Venne quindi iniziata la ricerca tra gli otto medici che avevano effettuato il primo esame. Le indagini portarono al ritrovamento della calotta cranica a Nembro, presso un nipote erede del dottor Gerolamo Carchen, presente all'autopsia del 1848 e che aveva presumibilmente sottratto il cranio del musicista complice la disattenzione dei suoi colleghi. Il reperto venne collocato prima nella Biblioteca civica Angelo Mai e successivamente nel Museo donizettiano. Nel 1875 i resti del compositore furono traslati in Santa Maria Maggiore e deposti nel "monumento funebre a Gaetano Donizetti", cenotafio scolpito da Vincenzo Vela nel 1855, accanto a quello del compositore tedesco e maestro di Donizetti, Simon Mayr. Solo il 26 luglio 1951 la calotta cranica venne posta nella tomba, così da ricomporre l'intera salma del musicista

## Memoria
Bergamo, città natale di Donizetti, gli ha intitolato:
- il teatro comunale
- il Museo donizettiano nella Domus Magna (Bergamo)
- la Biblioteca musicale Gaetano Donizetti
- il conservatorio denominato Istituto Superiore Studi Musicali Gaetano Donizetti
- La Fondazione Donizetti: istituzione che promuove l'attività scientifica e artistica per le opere donizettiane
- Il festival Donizetti Opera: manifestazione durante la quale si mettono in scena i titoli donizettiani nei giorni intorno al 29 novembre, giorno della nascita del compositore

## Stile
Donizetti apprese alla scuola di Mayr e Mattei una tecnica musicale solida e sicura, basata sui classici viennesi (Haydn, Mozart e Beethoven) e italiani (Palestrina, Corelli, Pergolesi).
Debuttò nel teatro musicale con opere ancora influenzate dallo stile rossiniano, allora di moda, ma con caratteri già personali, quali l'attenzione alla psicologia dei personaggi e il maggiore impegno drammatico e patetico nello svolgimento delle situazioni.
Ben presto Donizetti scoprì la tradizione operistica napoletana, che rinnovò in senso romantico grazie a un'ardente ispirazione drammatica e a una sensibilità musicale lirica e malinconica, e già con Anna Bolena creò un nuovo modello di dramma lirico romantico, svincolandosi definitivamente da Rossini.
Si aggiunsero, grazie al soggiorno napoletano, anche influenze della musica popolare, che lo portarono al rinnovamento dei tradizionali schemi e moduli stilistici, soprattutto attraverso l'approfondimento psicologico e umano dei personaggi che sono sottratti alla schematicità dei propri ruoli e ridelineati dal compositore con affetto e partecipazione: ciò si nota in L'elisir d'amore, che arditamente spezza le barriere tra comico e serio, con la creazione di figure (Nemorino, Adina) i cui comportamenti e sentimenti sono volti ora a divertire ora a commuovere a seconda delle esigenze drammaturgiche.
Nelle opere della piena maturità, Lucia di Lammermoor, La favorita e Don Pasquale, Donizetti seppe trovare espressioni di definitivo equilibrio e perfezione, sollevandosi da quanto di provvisorio e incerto era nella ridondante e frettolosa produzione precedente. Produzione dovuta alle condizioni della vita teatrale del tempo e alle quali, diversamente da Rossini, Bellini o Verdi, Donizetti non si ribellò mai.
Queste opere della maturità, con la mirabile costruzione melodica, l'efficace taglio drammatico, l'approfondimento psicologico e patetico dei personaggi frutto di una nuova sensibilità romantica, la compiuta unità stilistica dell'insieme, fanno di Donizetti uno dei maggiori operisti italiani del primo Ottocento e il maggiore precursore di Verdi.
Alla produzione operistica si affiancò una notevole produzione vocale, religiosa (fra cui una Messa da Requiem per i funerali di Bellini), pianistica e strumentale (fra cui diciannove quartetti per archi, che secondo alcuni studiosi sono tra i migliori scritti in Italia nel XIX secolo).

## Fortuna
La fortuna di Donizetti vivente fu rilevantissima. La sua vena romantica e le straordinarie doti compositive furono riconosciute in tutta Europa, nel "mondo delle capitali" e a livello popolare. Il suo percorso creativo contribuì potentemente a inserire l'opera, prima rivolta al "bel canto", nella più profonda e drammatica teatralizzazione romantica, anticipando così la grande stagione verdiana.
Pur rimanendo assai diffuso dalla fine dell'Ottocento al secondo dopoguerra, il repertorio donizettiano regolarmente eseguito andò via via assottigliandosi fino a ridursi quasi ai soli capolavori assoluti: Lucia di Lammermoor, per il teatro drammatico, L'elisir d'amore e Don Pasquale, per l'opera buffa.
Nel secondo Novecento si è assistito a una diffusa riproposizione delle opere di Donizetti, per impulso di numerosi protagonisti, primo tra tutti il direttore d'orchestra Gianandrea Gavazzeni, e per il merito d'interpretazioni eccezionali, come quelle di Maria Callas in Anna Bolena, di Luciano Pavarotti in La figlia del reggimento e di Montserrat Caballé, Leyla Gencer, Joan Sutherland, Mariella Devia, Edita Gruberova, Beverly Sills e Alfredo Kraus.

## Composizioni

### Melodrammi

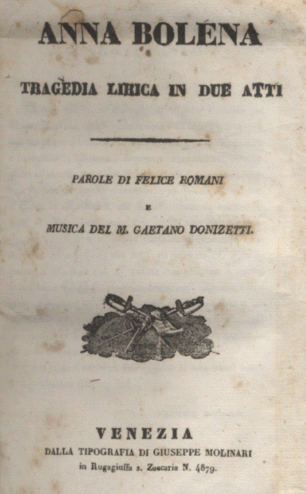
Libretto dell'Anna Bolena. Collezione del maestro Francesco Paolo Frontini

- Il Pigmalione (1816; 13.10.1960 Teatro Donizetti, Bergamo)
- Enrico di Borgogna (14.11.1818 Teatro San Luca, Venezia)
- Una follia (17.12.1818 Teatro San Luca, Venezia) (andata perduta)
- Il falegname di Livonia, ossia Pietro il grande (26.12.1819 Teatro San Samuele, Venezia)
- Le nozze in villa (1819? Teatro Vecchio, Mantova)
- Zoraida di Granata (28.1.1822 Teatro Argentina, Roma)
- La zingara (12.5.1822 Teatro Nuovo, Napoli)
- La lettera anonima (29.6.1822 Teatro del Fondo, Napoli)
- Chiara e Serafina, ossia I pirati (26.10.1822 Teatro alla Scala, Milano)
- Alfredo il Grande (2.7.1823 Teatro San Carlo, Napoli)
- Il fortunato inganno (3.9.1823 Teatro Nuovo, Napoli)
- Zoraida di Granata [rev] (7.1.1824 Teatro Argentina, Roma)
- L'ajo nell'imbarazzo (4.2.1824 Teatro Valle, Roma)
- Emilia di Liverpool (28.7.1824 Teatro Nuovo, Napoli) (anche come L'eremitaggio di Liverpool)
- Alahor in Granata (7.1.1826 Teatro Carolino, oggi Teatro Bellini, Palermo)
- Don Gregorio [rev di L'ajo nell'imbarazzo] (11.6.1826 Teatro Nuovo, Napoli)
- Elvida (6.7.1826 Teatro San Carlo, Napoli)
- Gabriella di Vergy (1826; 29.11.1869 Teatro San Carlo, Napoli) (anche come Gabriella)
- Olivo e Pasquale (7.1.1827 Teatro Valle, Roma)
- Otto mesi in due ore (13.5.1827 Teatro Nuovo, Napoli) (anche come Gli esiliati in Siberia)
- Il borgomastro di Saardam (19.8.1827 Teatro del Fondo, Napoli)
- Olivo e Pasquale [rev] (1.9.1827 Teatro Nuovo, Napoli)
- Le convenienze teatrali (21.11.1827 Teatro Nuovo, Napoli)
- L'esule di Roma, ossia Il proscritto (1.1.1828 Teatro San Carlo, Napoli)
- Emilia di Liverpool [rev] (8.3.1828 Teatro Nuovo, Napoli)
- Alina, regina di Golconda (12.5.1828 Teatro Carlo Felice, Genova)
- Gianni di Calais (2.8.1828 Teatro del Fondo, Napoli)
- Il paria (12.1.1829 Teatro San Carlo, Napoli)
- Il giovedì grasso (26.2.1829? Teatro del Fondo, Napoli) (come Il nuovo Pourceaugnac)
- Elisabetta al castello di Kenilworth (6.7.1829 Teatro San Carlo, Napoli)
- Alina, regina di Golconda [rev] (10.10.1829 Teatro Valle, Roma)
- I pazzi per progetto (6.2.1830 Teatro San Carlo, Napoli)
- Il diluvio universale (28.2.1830 Teatro San Carlo, Napoli)
- Imelda de' Lambertazzi (23.8.1830 Teatro San Carlo, Napoli)
- Anna Bolena (26.12.1830 Teatro Carcano, Milano)
- Le convenienze ed inconvenienze teatrali [rev di Le convenienze teatrali] (20.4.1831 Teatro della Canobbiana, Milano)
- Gianni di Parigi (1831; 10.9.1839 Teatro alla Scala Milano)
- Francesca di Foix (30.5.1831 Teatro San Carlo, Napoli)
- La romanziera e l'uomo nero (18.6.1831 Teatro del Fondo, Napoli) (libretto andato perduto)
- Fausta (12.1.1832 Teatro San Carlo, Napoli)
- Ugo, Conte di Parigi (13.3.1832 Teatro alla Scala, Milano)
- L'elisir d'amore (12.5.1832 Teatro Canobbiana, Milano)
- Sancia di Castiglia (4.11.1832 Teatro San Carlo, Napoli)
- Il furioso all'isola di San Domingo (2.1.1833 Teatro Valle, Roma)
- Otto mesi in due ore [rev] (1833, Livorno)
- Parisina d'Este (17.3.1833 Teatro della Pergola, Firenze)
- Torquato Tasso (9.9.1833 Teatro Valle, Roma)
- Lucrezia Borgia (26.12.1833 Teatro alla Scala, Milano)
- Il diluvio universale [rev] (17.1.1834 Teatro Carlo Felice, Genova)
- Rosmonda d'Inghilterra (27.2.1834 Teatro della Pergola, Firenze)
- Maria Stuarda [rev] (18.10.1834 Teatro San Carlo, Napoli) (come Buondelmonte)
- Gemma di Vergy (26.12.1834 Teatro alla Scala, Milano)
- Marin Faliero (12.3.1835 Théâtre-Italien, Parigi)
- Lucia di Lammermoor (26.9.1835 Teatro San Carlo, Napoli)
- Maria Stuarda (30.12.1835 Teatro alla Scala, Milano)
- Belisario (4.2.1836 Teatro La Fenice, Venezia)
- Il campanello (1.6.1836 Teatro Nuovo, Napoli)
- Betly, o La capanna svizzera (21.8.1836 Teatro Nuovo, Napoli)
- L'assedio di Calais (19.11.1836 Teatro San Carlo, Napoli)
- Pia de' Tolomei (18.2.1837 Teatro Apollo oggi Teatro stabile del Veneto Carlo Goldoni, Venezia)
- Pia de' Tolomei [rev] (31.7.1837, Sinigaglia)
- Betly [rev] ((?) 29.9.1837 Teatro del Fondo, Napoli)
- Roberto Devereux (28.10.1837 Teatro San Carlo, Napoli)
- Maria de Rudenz (30.1.1838 Teatro La Fenice, Venezia)
- Gabriella di Vergy [rev] (1838); agosto 1978 Londra)
- Poliuto (1838; 30.11.1848 Teatro San Carlo, Napoli)
- Pia de' Tolomei [rev 2] (30.9.1838 Teatro San Carlo, Napoli)
- Lucie de Lammermoor [rev di Lucia di Lammermoor] (6.8.1839 Théâtre de la Renaissance, Parigi)
- Le duc d'Albe (1839, incompiuta; 22.3.1882 Teatro Apollo oggi Teatro Tordinona, Roma, come Il duca d'Alba)
- L'ange de Nisida (1839; incompiuta; 18.7.2018 Royal Opera House, Londra)
- Lucrezia Borgia [rev] (11.1.1840 Teatro alla Scala, Milano)
- La Fille du régiment (11.2.1840 Opéra-Comique, Parigi)
- Poliuto [rev] (10.4.1840 Théâtre de l'Opéra, Parigi) (come Les martyrs)
- Lucrezia Borgia [rev 2] (31.10.1840 Théâtre-Italien, Parigi)
- La Favorite [rev di L'ange de Nisida] (2.12.1840 Théâtre de l'Opéra, Parigi)
- Adelia (11.2.1841 Teatro Apollo, Roma)
- Rita, ou Le mari battu (1841; 7.5.1860 Opéra-Comique, Parigi) (come Deux hommes et une femme)
- Maria Padilla (26.12.1841 Teatro alla Scala, Milano)
- Linda di Chamounix (19.5.1842 Theater am Kärntnertor, Vienna)
- Linda di Chamounix [rev] (17.11.1842 Théâtre-Italien, Parigi)
- Don Pasquale (3.1.1843 Théâtre-Italien, Parigi)
- Maria di Rohan (5.6.1843 Kärntnertortheater, Vienna)
- Dom Sébastien (13.11.1843 Théâtre de l'Opéra, Parigi)
- Caterina Cornaro (18.1.1844 Teatro San Carlo, Napoli)
- Dom Sébastien [rev] (6.2.1845 Kärntnertortheater, Vienna)

## Discografia
- Opere per oboe e pianoforte tra Ottocento e Novecento, Tactus, 2016 Luciano Franca, oboe, Filippo Pantieri, pianoforte storico (contiene la Sonata per oboe e pianoforte)
- Cor Anglais Concertino in G Major, Tactus, 2013 Alessandro Baccini, corno inglese
- Andante sostenuto in F minor arr for Oboe and string orchestra, Tactus, 2013 Alessandro Baccini, oboe

## Film su Gaetano Donizetti
- Il cavaliere del sogno, 1947, regia di Camillo Mastrocinque